# Champanha de Moton
Champanha Molton és un municipi occità, situat al departament del Charente i a la regió de la Nova Aquitània. L'any 2007 tenia 983 habitants.

## Demografia

### Població
El 2007 la població de fet de Champanha Molton era de 983 persones. Hi havia 436 famílies de les quals 140 eren unipersonals (40 homes vivint sols i 100 dones vivint soles), 176 parelles sense fills, 84 parelles amb fills i 36 famílies monoparentals amb fills.
La població ha evolucionat segons el següent gràfic:
Habitants censats

### Habitatges
El 2007 hi havia 552 habitatges, 444 eren l'habitatge principal de la família, 51 eren segones residències i 56 estaven desocupats. 503 eren cases i 45 eren apartaments. Dels 444 habitatges principals, 308 estaven ocupats pels seus propietaris, 119 estaven llogats i ocupats pels llogaters i 16 estaven cedits a títol gratuït; 3 tenien una cambra, 35 en tenien dues, 71 en tenien tres, 145 en tenien quatre i 189 en tenien cinc o més. 314 habitatges disposaven pel capbaix d'una plaça de pàrquing. A 224 habitatges hi havia un automòbil i a 132 n'hi havia dos o més.

### Piràmide de població
La piràmide de població per edats i sexe el 2009 era:
| Homes | Edats   | Dones |
| ----- | ------- | ----- |
| 0     | 95 o +  | 4     |
| 16    | 90 a 94 | 4     |
| 8     | 85 a 89 | 28    |
| 12    | 80 a 84 | 32    |
| 28    | 75 a 79 | 36    |
| 32    | 70 a 74 | 64    |
| 24    | 65 a 69 | 36    |
| 20    | 60 a 64 | 28    |
| 32    | 55 a 59 | 20    |
| 32    | 50 a 54 | 32    |
| 12    | 45 a 49 | 24    |
| 28    | 40 a 44 | 16    |
| 40    | 35 a 39 | 28    |
| 24    | 30 a 34 | 36    |
| 24    | 25 a 29 | 36    |
| 4     | 20 a 24 | 16    |
| 28    | 15 a 19 | 20    |
| 32    | 10 a 14 | 32    |
| 28    | 5 a 9   | 20    |
| 24    | 0 a 4   | 24    |

## Economia
El 2007 la població en edat de treballar era de 515 persones, 343 eren actives i 172 eren inactives. De les 343 persones actives 313 estaven ocupades (170 homes i 143 dones) i 30 estaven aturades (14 homes i 16 dones). De les 172 persones inactives 74 estaven jubilades, 33 estaven estudiant i 65 estaven classificades com a «altres inactius».

### Ingressos
El 2009 a Champanha Molton hi havia 469 unitats fiscals que integraven 990 persones, la mediana anual d'ingressos fiscals per persona era de 14.125,5 €.

### Activitats econòmiques
Dels 64 establiments que hi havia el 2007, 1 era d'una empresa alimentària, 4 d'empreses de fabricació d'altres productes industrials, 10 d'empreses de construcció, 15 d'empreses de comerç i reparació d'automòbils, 3 d'empreses de transport, 2 d'empreses d'hostatgeria i restauració, 1 d'una empresa financera, 3 d'empreses immobiliàries, 6 d'empreses de serveis, 11 d'entitats de l'administració pública i 8 d'empreses classificades com a «altres activitats de serveis».
Dels 26 establiments de servei als particulars que hi havia el 2009, 1 era una gent-d'armeria, 1 oficina de correu, 1 una oficina bancària, 1 funerària, 3 tallers de reparació d'automòbils i de material agrícola, 1 autoescola, 1 paleta, 2 guixaires pintors, 3 fusteries, 4 electricistes, 3 perruqueries, 2 veterinaris, 1 restaurant, 1 agència immobiliària i 1 saló de bellesa.
Dels 5 establiments comercials que hi havia el 2009, 1 era un supermercat, 1 una botiga de menys de 120 m², 1 una llibreria, 1 una botiga de roba i una floristeria.
L'any 2000 a Champagne-Mouton hi havia 26 explotacions agrícoles que ocupaven un total de 1.395 hectàrees.

## Equipaments sanitaris i escolars
El 2009 hi havia 1 farmàcia i 2 ambulàncies.
El 2009 hi havia 1 escola maternal i 1 escola elemental.
Champanha Molton disposava d'un col·legi d'educació secundària amb 174 alumnes.

## Poblacions més properes
El següent diagrama mostra les poblacions més properes.